# Мильейрош (Майа)
Мильейрош (порт. Milheirós) — район (фрегезия) в Португалии, входит в округ Порту. Является составной частью муниципалитета Майа. Находится в составе крупной городской агломерации Большой Порту. По старому административному делению входил в провинцию Дору-Литорал. Входит в экономико-статистический субрегион Большой Порту, который входит в Северный регион. Население составляет 4237 человек на 2001 год. Занимает площадь 3,42 км².
Покровителем района считается Иаков Зеведеев (порт. São Tiago).